# Mattia Pozzo
Mattia Pozzo (Biella, 26 de enero de 1989) es un ciclista italiano.

## Palmarés
2008 (como amateur)
- 1 etapa del Giro del Valle de Aosta

2011 (como amateur)
- Trofeo Edil C

2012 (como amateur)
- 1 etapa del Girobio

2013
- 2 etapas del Tour de Kumano